# ABS Jets
ABS Jets is een Tsjechische luchtvaartmaatschappij met thuisbasis in Praag.

## Geschiedenis
ABS Jets werd opgericht in 1996 als ABA Air. De huidige naam werd in 2004 ingevoerd.

## Vloot
De vloot van ABS Jets bestond op 23 oktober 2013 uit de volgende toestellen:
- 1 Bombardier Learjet 60XR
- 1 Embraer Phenom 300
- 6 Embraer Legacy 600